# Heterixalus luteostriatus
Heterixalus luteostriatus (Andersson, 1910) è una rana della famiglia Hyperoliidae, endemica del Madagascar.

## Descrizione
È una rana di media taglia che raggiunge 25–28 mm di lunghezza nei maschi, 26–30 mm nelle femmine.
Ha una livrea verdastra, con bande dorsolaterali giallastre, più marcate nelle femmine.

## Distribuzione e habitat
È diffusa nella fascia nord-occidentale del Madagascar, dal livello del mare sino a 800m di altitudine.

È osservabile all'interno del Parco nazionale dell'Isalo e del Parco nazionale di Ankarafantsika.
I suoi habitat naturali sono la foresta decidua secca e le aree agricole in prossimità delle risaie.